# Économie du Timor oriental
L'économie du Timor oriental, pays qui n'a acquis son indépendance qu'en 2002, est celle d'un pays appartenant au groupe des pays les moins avancés : dévastée lors du retrait de l'armée indonésienne et des milices affiliées en 1999, près de 70 % des infrastructures (écoles, bâtiments publics, ponts) furent détruites, et le PNB décrut de près de 49 % cette année. Depuis lors, une lente reconstruction s'est amorcée: le pays a rapidement rejoint la Banque Mondiale et le FMI, et a commencé à moderniser ses services publics (réforme foncière, augmentation de la scolarisation). Le pouvoir central reste cependant particulièrement fragile, et en 2006 une spirale de violences internes conduit à une nouvelle contraction de l'économie locale.
En dépit de ce départ difficile, le Timor oriental a pu compter sur la stabilité fournie par la présence des forces de l'ONU, et surtout sur ses ressources naturelles pour décoller: ainsi, le développement de gisements pétroliers sur sa côte sud depuis le milieu des années 2000 a permis la mise en œuvre d'une politique budgétaire expansionniste et volontariste, notamment au niveau de la reconstruction des infrastructures qui dynamise l'économie locale et permet la réduction de la pauvreté.

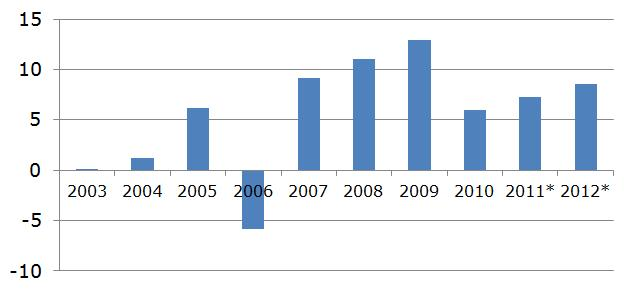
Évolution du PIB, 2003-2012.
Source : Fonds monétaire international

Dans les récentes années, le besoin de développement s'est traduit par une réorientation de l'agriculture, qui de vivrière est devenue d'exportation (café, vanille). 
Il n'y a pas de monnaie officielle au Timor oriental, son économie étant entièrement dollarisée. La roupie indonésienne, introduite en 1978, y est de moins en moins acceptée. Avant cette date, y circulait l'escudo timorais.
Une partie des recettes pétrolières est affectée au fonds souverain, le Fonds pétrolier Timor-Leste.

## Sources
- World Factbook de la CIA
- Fonds Monétaire International